# ロバート・エリス
ロバート・エリス（Robert Ellis、1933年8月24日 - 1973年11月23日）は、アメリカ合衆国の俳優、声優。イリノイ州シカゴ出身。

## 経歴
1973年11月23日に肝不全の為カリフォルニア州ロサンゼルスで死去。

## 出演作品

### アニメ映画
- ピーター・パン（カビー）

### 映画
- 宇宙からの生命体ブラッド・ラスト
- マッコーネル物語